# باروت‌آغاجی
باروت‌آغاجی یکی از روستاهای استان آذربایجان شرقی است که در دهستان چاراویماق شرقی بخش شادیان شهرستان چاراویماق واقع شده‌است.این روستا ۲۷۷ نفر جمعیت دارد.